# جگوار مارک چهار

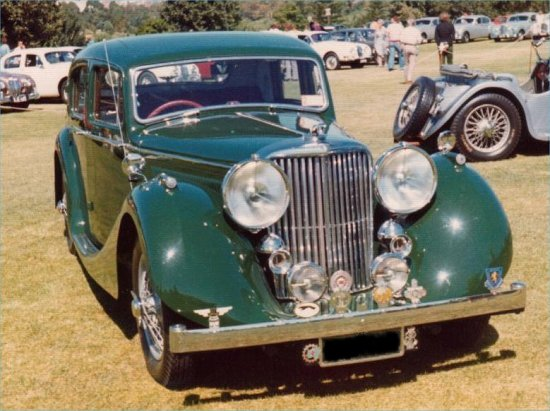

جگوار مارک چهار (Jaguar Mark IV) خودرویی است که در سال‌های ۱۹۳۵–۱۹۴۹در انگلستان تولید شده‌است.
طراحی آن خودروهای موتور جلو-محور عقب بوده است.